# Ignacio Prado Benítez
Ignacio Arturo Prado Benítez (Santiago, 23 de diciembre de 1915-Ibidem, 10 de octubre de 1999) fue un agricultor y político liberal chileno.

## Primeros años de vida
Era hijo de Arturo Prado Fernández-Albano y de Mercedes Benítez P. Realizó sus estudios en el Liceo de Aplicación de Santiago y en el Liceo de San Bernardo. Luego ingresó a la Escuela Práctica de Agricultura de la Universidad de Chile, donde egresó en 1937–1938. Viajó a Burdeos Europa, donde realizó cursos completos de enología.

### Matrimonios e hijos
Contrajo matrimonio primeramente con Lucía Soruco del Campo, con quien tuvo 2 de sus 5 hijos, años más tarde enviudó. Su segundo matrimonio fue con Lucy Puga Domínguez con quien tuvo sus 3 siguientes hijos. Es el padre de Arturo José Prado Puga (Ministro de la Excma. Corte Suprema de Chile).

## Vida pública
Se desempeñó como empleado de la Dirección de Prisiones, donde llegó a ser jefe de Biblioteca sección administrativa de la Penitenciaría de Santiago. Fue corredor de vinos (1938), llegando a ser Presidente de la Asociación de Corredores de Vinos de Chile y Consejero Nacional de la Corporación Vitivinícola de Chile.
Trabajó formndo una pesquera de Quemchi, Chiloé (1991) siendo gran propietario de tierras en dicha zona.

## Actividades políticas
Fue militante del Partido Liberal, siendo Consejero Nacional de la Juventud Liberal y presidente de la colectividad (1988).
Regidor de la Municipalidad de San Bernardo (1944-1951). 
Se presentó a las elecciones parlamentarias de 1956
Elegido Diputado por Ancud, Quinchao, Castro y Palena (1961-1965), participando de la comisión permanente de Agricultura y Colonización.
Fue a la reelección por el período 1965-1969.
Dirigente de la Asamblea de San Bernardo y presidente del Consejo de Deportes, además de presidente de la Liga de Estudiantes Pobres y del Club Deportivo de la misma ciudad.